# Cyathea procera
Cyathea procera är en ormbunkeart som beskrevs av Guido Georg Wilhelm Brause. Cyathea procera ingår i släktet Cyathea och familjen Cyatheaceae. Inga underarter finns listade.